# 基希巴赫河
49°39′52″N 10°17′07″E / 49.66431°N 10.28537°E

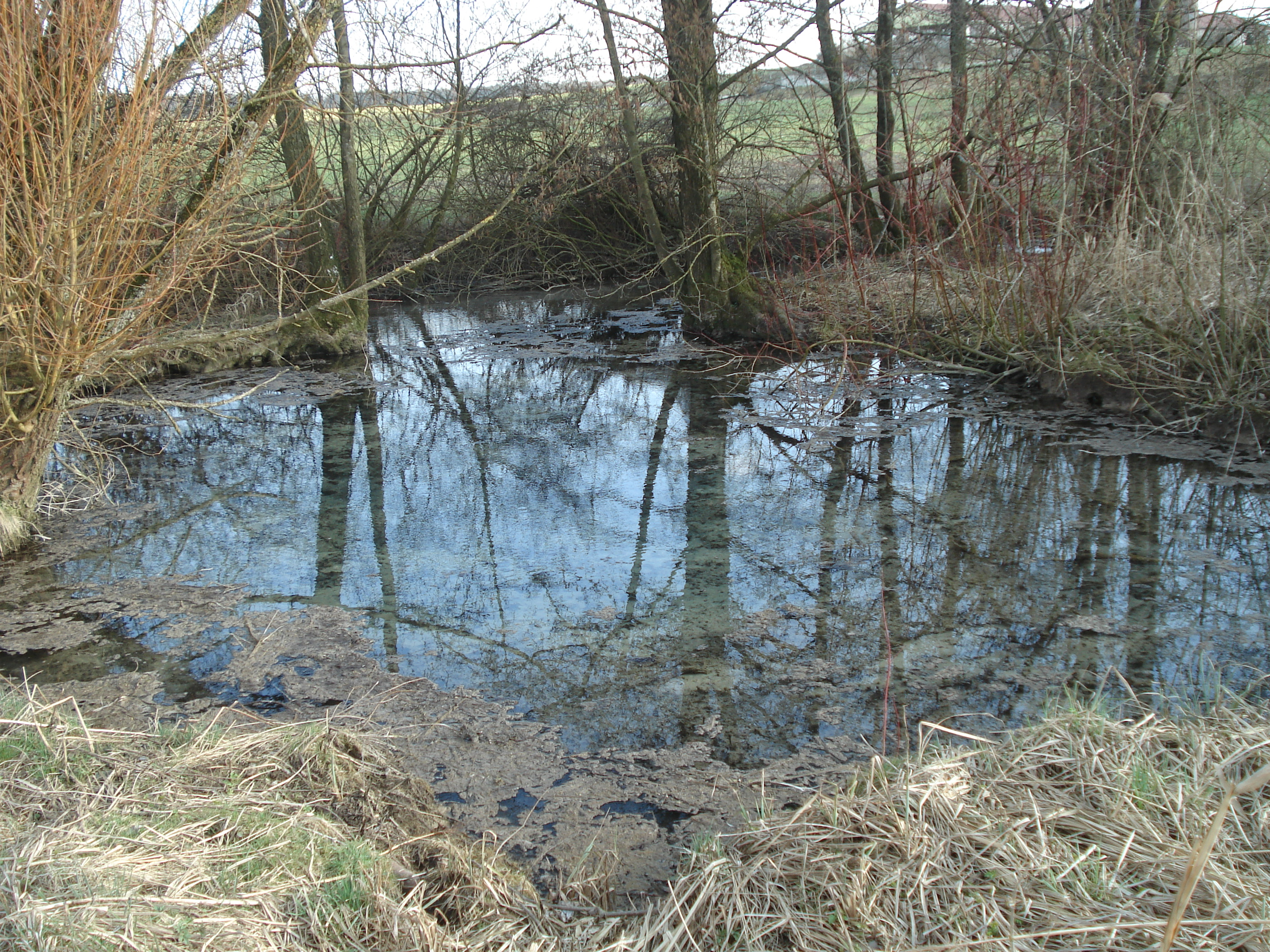

基希巴赫河（德語：Kirchbach），是德國的河流，位於該國東南部，由巴伐利亞負責管轄，屬於布賴特巴赫河的右支流，河道全長6.3公里，流域面積7.6平方公里。